# Образ тела
О́браз те́ла — восприятие человеком эстетики и сексуальной привлекательности своего собственного тела. Понятие «образ тела» ввёл австрийский невролог и психоаналитик Пауль Шильдер (Paul Ferdinand Schilder) в своей книге «Образ и внешний вид человеческого тела» (The Image and Appearance of the Human Body, 1935 год). Человеческое общество во все времена придавало большое значение красоте человеческого тела, но и восприятие человеком собственного тела может не соответствовать стандартам общества.
Концепция образа тела используется во многих дисциплинах, в том числе в психологии, медицине, психиатрии, философии и культурологии, и в феминистских исследованиях. Этот термин также часто используется в средствах массовой информации. Консенсусного определения в этих дисциплинах и в СМИ не существует.
В 2007 году в докладе Американской психологической ассоциации было показано, что культура всей сексуализации девочек (и женщин) вносит вклад в повышение женской тревожности, связанной с телом. Подобные результаты насчёт образа тела были получены Постоянным комитетом сената австралийского правительства в докладе о сексуализации детей в средствах массовой информации. Однако другие исследователи выразили обеспокоенность тем, что эти выводы не основаны на достоверных данных.
У образа тела — широкий спектр психологических и физических эффектов. По словам доктора Арика Сигмана, британского биолога, некоторые женщины, видящие более худых женщин, имеют немедленное изменение химических процессов мозга, уменьшающее чувство собственного достоинства и вызывающее ненависть по отношению к себе.
Согласно Monteath и McCabe, примерно две пятых женщин испытывают негативные чувства в отношении как отдельных частей своего тела, так и всего своего тела в целом.
Согласно Psychology Today, 56 % женщин и около 40 % мужчин, принявших участие в исследовании в 1997 году, были недовольны своим внешним видом.

## Схема тела и образ тела
Важно отметить различие между понятиями «схема тела» и «образ тела», неверное употребление и смешение которых нередко встречается в литературе. Под схемой тела понимается неосознаваемое внутреннее представление, совокупность информации о структурной организации тела, о его динамических характеристиках, текущем и изменяющемся положении его частей. Это представление играет важную роль в процессах поддержания и регулирования позы, а также при организации движений. Образом тела называют осознаваемое субъектом ментальное представление о собственном теле.
Французский детский психоаналитик Франсуаза Дольто разработала концепцию бессознательного образа тела.